# Antoine Le Grand
Antoine Le Grand (Douai, 1629 – Londra, 1699) è stato un presbitero e filosofo francese.
Appartenente ai Frati minori recolletti, aderì al Cartesianesimo.

## Biografia
In tenera età fu inviato alla comunità inglese del convento di San Bonaventura di Douai, divenne frate francescano dei Recolletti e docente di filosofia e teologia. Inviato come missionario in Inghilterra, per molti anni risiedette nell'Oxfordshire e nel 1695 fu precettore della famiglia di Henry Fermor di Tusmore.
La sua difesa del cartesianesimo incontrò una forte resistenza da parte di Samuel Parker, futuro vescovo di Oxford. Verso la fine della sua vita si impegnò in aspre controversie su argomenti metafisici con John Sergeant, sacerdote secolare. Al ventitreesimo capitolo del suo ordine, riunitosi a Londra il 9 luglio 1693, fu eletto provinciale, e mantenne tale carica fino alla sua morte, avvenuta il 9 agosto 1699.
Le Grand si oppose ai diritti degli animali e nel 1675 scrisse la Dissertatio de carentia sensus et cognitionis in brutis (Sulla mancanza di senso e cognizione nei bruti) che difendeva l'idea cartesiana secondo cui gli animali sono semplici macchine.
Nel 1694 Le Grand scrisse anche An Whole Body of Philosophy, ultima grande esposizione del cartesianesimo di carattere scolastico, che preannunciava la fine dell'era cartesiana. Visse una vita ritirata di studio. È noto per il tentativo di aver reso l'approccio di Descartes più scolastico, al fine di migliorarne l'accoglienza presso i tradizionalisti.

## Opere
- Le Sage des Stoiques, ou l'Homme sans Passions. Selon les sentimens de Sénèque, L'Aia, 1662; Lione, 1666. dedicato a Carlo II. Quest'opera è stata riprodotta in forma anonima, con il titolo di Les Caratères de l'Homme sans Passions, selon les Sentiments de Sénèque, Parigi. 1663, 1682; Lione, 1665. Una traduzione inglese di G. R. apparve a Londra nel 1676.
- Fisica, Amsterdam, 1664.
- L'Épicure Spirituel, ou l'Empire de la Volupté sur les Vertus, Parigi [1669?]. Tradotto in inglese da Edward Cooke nel1676.
- Philosophia Veterum e mente Renati Descartes, more scholastico breviter digesta , Londra, 1671. Dopo essere stato ampliato dall'autore, fu ripubblicato con il titolo di Institutio Philosophiae, secundum principia Renati Descartes, nova methodo adornata et explicata ad usum juventutis Academyo, Londra, 1672; 3ª edizione, 1675; 4ª edizione, 1680; Norimberga, 1695. Wood dice che quest'opera era molto letta all'Università di Cambridge. Una traduzione inglese fu pubblicata da Richard Blome a Londra nel 1694.
- Historia Naturae, variis experimentis et ratiociniis elucidata, Londra, 1673, 1680; Norimberga, 1678, 1680, 1702.
- Dissertatio de Carentia Senaûs et Cognitionis in Brutis, Londra, 1675; Leida, 1675; Norimberga, 1679. La paternità di quest'opera è stata erroneamente attribuita a Henry Jenkins.
- Apologia pro Renato Des-Cartes contra Samuelem Parkerum, Londra, 1679, 1682; Norimberga, 1681.
- Curiosus Rerum Abditarum Naturaeq: Arcanorum Perscrutator, Francoforte e Norimberga, 1681,. Una traduzione tedesca apparve nel 1682,
- Animadversiones ad Jacobi Rohaultii Tractatum Physicum, Londra, 1683. Si tratta di osservazioni su una versione latina del Physique di Jacques Rohault curata da Théophile Bonnet.
- Historia Sacra a mundi exordio ad Constantini Magni imperium deducta, Londra, 1685.
- Missae Sacrificium neomystis succincte expositum, Londra, 1695.
- Dissertatio de ratione cognoscendi et appendice de mutatione formale, contra JS [John Sergeant] methodum sciendi, Londra
- Historia Hieresiarcharum a Christo nato a usque tempora, Douai, 1729.